# Oenanthe olbiensis
Oenanthe olbiensis är en flockblommig växtart som beskrevs av Georges Rouy och Camus. Oenanthe olbiensis ingår i släktet stäkror, och familjen flockblommiga växter. Inga underarter finns listade i Catalogue of Life.